# Мэттьюс, Ташрик
Ташрик Мэттьюс (англ. Tashreeq Matthews; род. 12 сентября 2000, Кейптаун) — южноафриканский футболист, полузащитник шведского клуба «Сириус».

## Клубная карьера
Воспитанник «Аякса» из Кейптауна. В июле 2018 года начал тренироваться с дортмундской «Боруссией». Немецкий клуб смог подписать с ним контракт только после наступления совершеннолетия. Долгосрочный контракт был подписан с Мэттьюсом в ноябре 2018 года. В Германии полузащитник выступал за молодёжную команду клуба. 6 ноября дебютировал в юношеской лиге УЕФА в матче группового этапа турнира против «Атлетико Мадрид». Мэттьюс вышел на поле в стартовом составе, но уже на 28-й минуте был заменён. 16 ноября принял участие в первой игре в основном составе «Боруссии». В товарищеской встрече со «Шпортфройнде» Ташрик на 86-й минуте вышел вместо Марио Гётце.
7 января 2019 года на правах аренды до конца сезона перебрался в «Утрехт». Арендное соглашение предусматривало опцию выкупа. Сразу после сделки полузащитник был добавлен в состав молодёжного состава клуба — «Йонг Утрехт», выступавший в первом дивизионе. Первую игру за молодёжную команду провёл 28 ноября против «Валвейка», выйдя на замену в конце второго тайма. Всего в первом дивизионе Мэттьюс принял участие в четырёх матчах.
В августе 2019 года отправился в новую аренду до конца года в шведский «Хельсингборг». В его составе дебютировал в чемпионате Швеции 16 сентября в гостевой встрече с «Юргорденом». Южноафриканец на 80-й минуте заменил Фредрика Ливестама, а через 10 минут отметился жёлтой карточкой.
17 января 2020 года подписал трёхлетний контракт с новичком чемпионата Швеции — «Варбергом». Первую игру за новый клуб из-за пандемии провёл только 15 июня против своего бывшего клуба «Хельсингборга», выйдя в самом конце встречи на замену вместо Робина Транберга.  26 июля в выездной встрече с «Эльфсборгом» забил свой первый мяч за команду. На 8-й минуте он открыл счёт в игре, которая завершилась результативной ничьей 3:3.

## Карьера в сборной
4 сентября 2017 года дебютировал в юношеской сборной ЮАР в товарищеской игре с Англией. Мэттьюс забил на 76-й минуте встречи гол, который стал победным в матче.

## Клубная статистика
| Выступление      | Выступление      | Выступление      | Лига | Лига | Кубки | Кубки | Конт.кубки | Конт.кубки | Итого | Итого |
| Клуб             | Лига             | Сезон            | Игры | Голы | Игры  | Голы  | Игры       | Голы       | Игры  | Голы  |
| ---------------- | ---------------- | ---------------- | ---- | ---- | ----- | ----- | ---------- | ---------- | ----- | ----- |
| → Йонг Утрехт    | Первый дивизион  | 2018/19          | 4    | 0    | 0     | 0     | 0          | 0          | 4     | 0     |
| → Йонг Утрехт    | Итого            | Итого            | 4    | 0    | 0     | 0     | 0          | 0          | 4     | 0     |
| → Хельсингборг   | Аллсвенскан      | 2019             | 2    | 0    | 0     | 0     | 0          | 0          | 2     | 0     |
| → Хельсингборг   | Итого            | Итого            | 2    | 0    | 0     | 0     | 0          | 0          | 2     | 0     |
| Варберг          | Аллсвенскан      | 2020             | 18   | 1    | 4     | 1     | 0          | 0          | 22    | 2     |
| Варберг          | Аллсвенскан      | 2021             | 5    | 0    | 0     | 0     | 0          | 0          | 5     | 0     |
| Варберг          | Итого            | Итого            | 23   | 1    | 4     | 1     | 0          | 0          | 27    | 2     |
| Всего за карьеру | Всего за карьеру | Всего за карьеру | 29   | 1    | 4     | 1     | 0          | 0          | 33    | 2     |